# Världscupen i alpin skidåkning 1975/1976
Världscupen i alpin skidåkning 1975/1976 inleddes 4 december 1975 i Val d'Isère och avslutades 19 mars 1976 i Mont-Sainte-Anne. Vinnare av totala världscupen blev Rosi Mittermaier och Ingemar Stenmark.

## Tävlingskalender

### Herrar

#### Störtlopp
| Datum            | Ort                            | Etta                      | Tvåa                       | Trea                      |
| ---------------- | ------------------------------ | ------------------------- | -------------------------- | ------------------------- |
| 7 december 1975  | Val d’Isère (Frankrike)        | Ken Read (Kanada)         | Herbert Plank (Italien)    | Bernhard Russi (Schweiz)  |
| 12 december 1975 | Madonna di Campiglio (Italien) | Franz Klammer (Österrike) | Philippe Roux (Schweiz)    | Erik Håker (Norge)        |
| 20 december 1975 | Schladming (Österrike)         | Dave Irwin (Kanada)       | Klaus Eberhard (Österrike) | Herbert Plank (Italien)   |
| 9 januari 1976   | Wengen (Schweiz)               | Herbert Plank (Italien)   | Franz Klammer (Österrike)  | Bernhard Russi (Schweiz)  |
| 10 januari 1976  | Wengen (Schweiz)               | Franz Klammer (Österrike) | Philippe Roux (Schweiz)    | Jim Hunter (Kanada)       |
| 17 januari 1976  | Morzine (Frankrike)            | Franz Klammer (Österrike) | Bernhard Russi (Schweiz)   | Anton Steiner (Österrike) |
| 25 februari 1976 | Kitzbühel (Österrike)          | Franz Klammer (Österrike) | Erik Håker (Norge)         | Josef Walcher (Österrike) |
| 12 mars 1976     | Aspen (USA)                    | Franz Klammer (Österrike) | René Berthod (Schweiz)     | Ernst Winkler (Österrike) |

#### Storslalom
| Datum            | Ort                            | Etta                         | Tvåa                       | Trea                         |
| ---------------- | ------------------------------ | ---------------------------- | -------------------------- | ---------------------------- |
| 5 december 1975  | Val d’Isère (Frankrike)        | Gustav Thöni (Italien)       | Ingemar Stenmark (Sverige) | Piero Gros (Italien)         |
| 14 december 1975 | Madonna di Campiglio (Italien) | Engelhard Pargätzi (Schweiz) | Ernst Good (Schweiz)       | Piero Gros (Italien)         |
| 12 januari 1976  | Adelboden (Schweiz)            | Gustav Thöni (Italien)       | Ingemar Stenmark (Sverige) | Engelhard Pargätzi (Schweiz) |
| 18 januari 1976  | Morzine (Frankrike)            | Franco Bieler (Italien)      | Piero Gros (Italien)       | Ingemar Stenmark (Sverige)   |
| 27 januari 1976  | Zwiesel (Västtyskland)         | Ingemar Stenmark (Sverige)   | Gustav Thöni (Italien)     | Hans Hinterseer (Österrike)  |
| 5 mars 1976      | Copper Mountain (USA)          | Greg Jones (USA)             | Phil Mahre (USA)           | Engelhard Pargätzi (Schweiz) |
| 18 mars 1976     | Mont Sainte-Anne (Kanada)      | Heini Hemmi (Schweiz)        | Piero Gros (Italien)       | Ernst Good (Schweiz)         |

#### Slalom
| Datum            | Ort                                   | Etta                        | Tvåa                        | Trea                                |
| ---------------- | ------------------------------------- | --------------------------- | --------------------------- | ----------------------------------- |
| 15 december 1975 | Sterzing (Italien)                    | Ingemar Stenmark (Sverige)  | Hans Hinterseer (Österrike) | Piero Gros (Italien)                |
| 21 december 1975 | Schladming (Österrike)                | Hans Hinterseer (Österrike) | Ingemar Stenmark (Sverige)  | Piero Gros (Italien)                |
| 5 januari 1976   | Garmisch-Partenkirchen (Västtyskland) | Fausto Radici (Italien)     | Piero Gros (Italien)        | Ingemar Stenmark (Sverige)          |
| 11 januari 1976  | Wengen (Schweiz)                      | Ingemar Stenmark (Sverige)  | Piero Gros (Italien)        | Christian Neureuther (Västtyskland) |
| 24 januari 1976  | Kitzbühel (Österrike)                 | Ingemar Stenmark (Sverige)  | Gustav Thöni (Italien)      | Piero Gros (Italien)                |
| 7 mars 1976      | Copper Mountain (USA)                 | Ingemar Stenmark (Sverige)  | Steve Mahre (USA)           | Gustav Thöni (Italien)              |
| 14 mars 1976     | Aspen (USA)                           | Ingemar Stenmark (Sverige)  | Phil Mahre (USA)            | Gustav Thöni (Italien)              |

#### Alpin kombination
| Datum               | Ort                                                  | Etta                      | Tvåa                   | Trea                    |
| ------------------- | ---------------------------------------------------- | ------------------------- | ---------------------- | ----------------------- |
| 6., 9 januari 1976  | Garmisch-Partenkirchen/Wengen (Västtyskland/Schweiz) | Walter Tresch (Schweiz)   | Piero Gros (Italien)   | Gustav Thöni (Italien)  |
| 10-11 januari 1976  | Wengen (Schweiz)                                     | Franz Klammer (Österrike) | Gustav Thöni (Italien) | Walter Tresch (Schweiz) |
| 24-25 februari 1976 | Kitzbühel (Österrike)                                | Walter Tresch (Schweiz)   | Jim Hunter (USA)       | Gustav Thöni (Italien)  |

### Damer

#### Störtlopp
| Datum            | Ort                         | Etta                            | Tvåa                           | Trea                            |
| ---------------- | --------------------------- | ------------------------------- | ------------------------------ | ------------------------------- |
| 3 december 1975  | Val d’Isère (Frankrike)     | Bernadette Zurbriggen (Schweiz) | Irene Epple (Västtyskland)     | Marie-Theres Nadig (Schweiz)    |
| 10 december 1975 | Aprica (Italien)            | Brigitte Totschnig (Österrike)  | Elfi Deufl (Österrike)         | Cindy Nelson (USA)              |
| 16 december 1975 | Cortina d’Ampezzo (Italien) | Evi Mittermaier (Västtyskland)  | Brigitte Totschnig (Österrike) | Bernadette Zurbriggen (Schweiz) |
| 7 januari 1976   | Hasliberg (Schweiz)         | Brigitte Totschnig (Österrike)  | Nicola Spieß (Österrike)       | Irmgard Lukasser (Österrike)    |
| 8 januari 1976   | Hasliberg (Schweiz)         | Bernadette Zurbriggen (Schweiz) | Irmgard Lukasser (Österrike)   | Nicola Spieß (Österrike)        |
| 21 januari 1976  | Bad Gastein (Österrike)     | Doris De Agostini (Schweiz)     | Marlies Oberholzer (Schweiz)   | Elfi Deufl (Österrike)          |
| 11 mars 1976     | Aspen (USA)                 | Brigitte Totschnig (Österrike)  | Danièle Debernard (Frankrike)  | Rosi Mittermaier (Västtyskland) |

#### Storslalom
| Datum           | Ort                          | Etta                            | Tvåa                            | Trea                            |
| --------------- | ---------------------------- | ------------------------------- | ------------------------------- | ------------------------------- |
| 4 december 1975 | Val d’Isère (Frankrike)      | Lise-Marie Morerod (Schweiz)    | Rosi Mittermaier (Västtyskland) | Monika Kaserer (Österrike)      |
| 9 januari 1976  | Hasliberg (Schweiz)          | Monika Kaserer (Österrike)      | Danièle Debernard (Frankrike)   | Marie-Theres Nadig (Schweiz)    |
| 15 januari 1976 | Les Gets (Frankrike)         | Lise-Marie Morerod (Schweiz)    | Rosi Mittermaier (Västtyskland) | Monika Kaserer (Österrike)      |
| 18 januari 1976 | Berchtesgaden (Västtyskland) | Danièle Debernard (Frankrike)   | Lise-Marie Morerod (Schweiz)    | Monika Kaserer (Österrike)      |
| 25 januari 1976 | Kranjska Gora (Jugoslavien)  | Lise-Marie Morerod (Schweiz)    | Rosi Mittermaier (Västtyskland) | Bernadette Zurbriggen (Schweiz) |
| 5 mars 1976     | Copper Mountain (USA)        | Rosi Mittermaier (Västtyskland) | Cindy Nelson (USA)              | Bernadette Zurbriggen (Schweiz) |
| 13 mars 1976    | Aspen (USA)                  | Lise-Marie Morerod (Schweiz)    | Danièle Debernard (Frankrike)   | Monika Kaserer (Österrike)      |
| 19 mars 1976    | Mont Sainte-Anne (Kanada)    | Monika Kaserer (Österrike)      | Fabienne Serrat (Frankrike)     | Kathy Kreiner (Kanada)          |

#### Slalom
| Datum            | Ort                          | Etta                               | Tvåa                            | Trea                            |
| ---------------- | ---------------------------- | ---------------------------------- | ------------------------------- | ------------------------------- |
| 11 december 1975 | Aprica (Italien)             | Lise-Marie Morerod (Schweiz)       | Rosi Mittermaier (Västtyskland) | Claudia Giordani (Italien)      |
| 17 december 1975 | Cortina d’Ampezzo (Italien)  | Fabienne Serrat (Frankrike)        | Pamela Behr (Västtyskland)      | Rosi Mittermaier (Västtyskland) |
| 12 januari 1976  | Les Diablerets (Schweiz)     | Lise-Marie Morerod (Schweiz)       | Rosi Mittermaier (Västtyskland) | Patricia Emonet (Frankrike)     |
| 14 januari 1976  | Les Gets (Frankrike)         | Danièle Debernard (Frankrike)      | Monika Berwein (Västtyskland)   | Patricia Emonet (Frankrike)     |
| 17 januari 1976  | Berchtesgaden (Västtyskland) | Christa Zechmeister (Västtyskland) | Danièle Debernard (Frankrike)   | Hanni Wenzel (Liechtenstein)    |
| 22 januari 1976  | Bad Gastein (Österrike)      | Rosi Mittermaier (Västtyskland)    | Claudia Giordani (Italien)      | Cindy Nelson (USA)              |
| 26 januari 1976  | Kranjska Gora (Jugoslavien)  | Lise-Marie Morerod (Schweiz)       | Rosi Mittermaier (Västtyskland) | Regina Sackl (Österrike)        |
| 6 mars 1976      | Copper Mountain (USA)        | Rosi Mittermaier (Västtyskland)    | Monika Kaserer (Österrike)      | Lise-Marie Morerod (Schweiz)    |

#### Alpin kombination
| Datum           | Ort                     | Etta                            | Tvåa                            | Trea                         |
| --------------- | ----------------------- | ------------------------------- | ------------------------------- | ---------------------------- |
| 9 januari 1976  | Hasliberg (Schweiz)     | Cindy Nelson (USA)              | Rosi Mittermaier (Västtyskland) | Hanni Wenzel (Liechtenstein) |
| 22 januari 1976 | Bad Gastein (Österrike) | Bernadette Zurbriggen (Schweiz) | Monika Kaserer (Österrike)      | Betsy Clifford (Kanada)      |

## Slutplacering damer
| Placering | Namn                  | Land          | Poäng |
| --------- | --------------------- | ------------- | ----- |
| 1         | Rosi Mittermaier      | Västtyskland  | 281   |
| 2         | Lise-Marie Morerod    | Schweiz       | 214   |
| 3         | Monika Kaserer        | Österrike     | 171   |
| 4         | Bernadette Zurbriggen | Schweiz       | 170   |
| 5         | Danielle Debernard    | Frankrike     | 165   |
| 6         | Brigitte Totschnig    | Österrike     | 155   |
| 7         | Fabienne Serrat       | Frankrike     | 125   |
| 8         | Cindy Nelson          | USA           | 122   |
| 9         | Hanni Wenzel          | Liechtenstein | 83    |
| 10        | Irene Epple           | Västtyskland  | 73    |

## Slutplacering herrar
| Placering | Namn               | Land      | Poäng |
| --------- | ------------------ | --------- | ----- |
| 1         | Ingemar Stenmark   | Sverige   | 249   |
| 2         | Piero Gros         | Italien   | 205   |
| 3         | Gustav Thöni       | Italien   | 190   |
| 4         | Franz Klammer      | Österrike | 181   |
| 5         | Hansi Hinterseer   | Österrike | 98    |
|           | Walter Tresch      | Schweiz   | 98    |
| 7         | Herbert Plank      | Italien   | 77    |
| 8         | Bernhard Russi     | Schweiz   | 72    |
| 9         | Philippe Roux      | Schweiz   | 71    |
| 10        | Engelhard Pargätzi | Schweiz   | 67    |